# 이유경 (1968년)
이유경(李裕景, 1968년 10월 19일 ~ )은 대한민국의 제5·6·7대 대구광역시 달서구의원이다.

## 학력
- 대구비산국민학교 졸업
- 대구청라중학교[1] 졸업
- 효성여자고등학교 졸업
- 계명대학교 간호학과 학사 졸업

### 비학위 수료
- 계명대학교 정책개발대학원 가족상담학과 석사 졸업

## 경력
- 대구YWCA노인복지센터 운영위원
- 전국학교운영위원총연합회 정책자문위원
- 전국여성지방의원네트워크 대구광역시 민주당 대표
- 참여정부 평가포럼 대구광역시 사무국장
- 성곡중학교 운영위원장
- 성서도서관 친구들 회원
- 2006.07 ~ 2010.06 제5대 대구광역시 달서구의회 의원
- 2010.07 ~ 2014.06 제6대 대구광역시 달서구의회 의원
- 2010.07 ~ 2012.06 제6대 대구광역시 달서구의회 전반기 기획행정위원회 위원장
- 2014.07 ~ 2018.06 제7대 대구광역시 달서구의회 의원
- 2016.07 ~ 2018.06 제7대 대구광역시 달서구의회 후반기 경제도시위원회 의원
- 2016 대구광역시 달서구청장 후보

## 서적
- 2011 연수로 만난 독일 독일에서 그린 미래

## 역대 선거 결과
|  | 12.13% |

|  | 21.03% |

|  | 19.85% |

|  | 26.72% |